# Wilanowska
Wilanowska (nome ufficiale: A7 Wilanowska) è una stazione della linea M1 della metropolitana di Varsavia. È stata inaugurata nel 1995.
La stazione sostiene un traffico passeggeri molto elevato poiché serve un'area densamente popolata ed è ubicata in prossimità del capolinea di numerose linee di superficie nonché del Centro Europeo dell'Università di Varsavia.
Nella notte tra il 16 e il 17 marzo 2006 è stata teatro di un'esercitazione antiterrorismo.